# Mailahn
Mailahn ist ein Weiler in Lohmar im Rhein-Sieg-Kreis in Nordrhein-Westfalen.

## Geographie
Mailahn liegt im Nordosten von Lohmar. Umliegende Ortschaften und Weiler sind Höffen im Norden, Heide im Nordosten, Naaf, Büchel und Naafmühle im Osten, Bloch im Südosten, Hausdorp und Weeg im Süden, Grube Pilot im Südwesten, Münchhof im Westen sowie Kattwinkel, Hohn und Klefhaus im Nordwesten.

## Gewässer
Südlich von Mailahn entspringt ein namenloser orographisch rechter Nebenfluss des Naafbachs.

## Landschaft
Mailahn ist von landwirtschaftlich genutzten Wiesenflächen umgeben. Entlang des Bachlaufs im Süden befindet sich Waldgebiet.

## Sehenswürdigkeiten
Mailahn liegt beim Naturschutzgebiet Naafbachtal.

## Verkehr
Mailahn liegt an der K 34. Busverkehr erfolgt über die Linie 547 (Lohmar – Wahlscheid – Neuhonrath – Holl – Lohmar), aber nur selten und unregelmäßig. Das Anruf-Sammeltaxi (AST) ergänzt das Angebot im ÖPNV. Mailahn gehört zum Tarifgebiet des Verkehrsverbund Rhein-Sieg (VRS).